# Brienno
Brienno (Brienn in dialetto comasco, AFI: /briˈɛn/) è un comune italiano di 310 abitanti della provincia di Como in Lombardia. Si estende sulla sponda occidentale del Lago di Como a 17 km di distanza dal capoluogo lariano.

## Geografia fisica
Brienno è un piccolo paese che si affaccia sulla riva occidentale del lago di Como. Dominato dal Monte Comana (1200 m s.l.m.), il paese è posto ad un'altitudine di 203 m s.l.m. ed è composto da un rilevante centro storico, nucleo compatto a prevalente sviluppo verticale, su suolo roccioso in marcata pendenza.
Tra i corsi d'acqua che attraversano il territorio comunale si menzionano i torrenti Torascia e Corrente.

## Origini del nome
Il toponimo "Brienno" (Brien)  deriva dalla parola, di origine celtica, "Brig", che significa "luogo scosceso". Nel dialetto comasco i monti vengono ancor oggi indicati con la parola "bricch".
Significativa è anche l'assonanza con le parole celtice Brennan o Bran (Dio celta della guerra) e Brenno o Brehin (condottiero, capo, vertice). Altre teorie attribuiscono il toponimo a un altro termine celtico: "blein", ossia "porto".

## Storia
Le origini del borgo non sono certe; sono stati però trovati reperti che fanno risalire, con buone probabilità, il paese all'epoca celtica, mentre è del X secolo la prima fonte scritta.
Sul territorio sono stati ritrovati alcune are pagane del IV-V secolo a.C. e un gioiello a forma di serpente di epoca preromana.
All'epoca romana risalgono invece due lapidi trascritte da Girolamo Borsieri, il quale le collocò nel giardino della propria abitazione di Como. Successivamente, le lapidi divennero proprietà del vescovo di Como Lazzaro Carafino, che dapprima posizionò le due lapidi nei giardini dell'episcopio comense (1644) e poi le spostò nella nativa Cremona.
In età comunale, durante le dispute che videro contrapposti comaschi e milanesi, Brienno - che disponeva di una cinta muraria - si schierò con i primi.
Gli annessi agli Statuti di Como del 1335 riportano Brienno come il comune che, all'interno della pieve di Nesso, aveva l'incarico della manutenzione del tratto di via Regina fino al "pontem de Zognio”.
Nei secoli successivi Brienno risulta sempre inserito all'interno della stessa pieve, che nel 1497 era stata concessa in feudo a Lucrezia Crivelli dal duca Lodovico Maria Sforza. Nel 1647 il comune venne invece affidato famiglia Gallio D’Alvito, che mantenne i diritti feudali Brienno fin'oltre la seconda metà del XVIII secolo.
Un decreto di riorganizzazione amministratica del Regno d'Italia napoleonico datato 1807 sancì l'aggregazione di Brienno al comune di Laglio. L'accorpamento fu tuttavia abrogato in seguito alla caduta di Napoleone e al conseguente passaggio della Lombardia nelle mani degli austro-ungarici, quando Brienno fu ricostituito come uno dei comuni della provincia di Como del Regno lombardo-veneto.
Nel XIX secolo, l'economia di Brienno si basava non solo sulla pesca ma anche sulle colture di gelso e sulla tessitura.
Una riaggregazione al comune di Laglio si ebbe nel 1927 e durò fino al 1948, quando Brienno riacquisì l'autonomia comunale.
Nel mese di luglio 2011 ha avuto notevoli danni, ancora leggibili su taluni edifici, causati da una disastrosa alluvione. Una catastrofe analoga, in forma forse ancora maggiore e analogamente a quanto accaduto nei comuni limitrofi, si è ripetuta il 27 luglio 2021. 

### Simboli
Lo stemma e il gonfalone sono stati concessi con decreto del presidente della Repubblica del 22 maggio 2002.
Lo stemma di Brienno riprende e rielabora il blasone dell'importante famiglia Bianchi di Velate che era: d'argento, al castello di rosso torricellato di due pezzi, e sormontato da uno stendardo d'argento; col capo d'oro, all'aquila di nero coronata del campo.
La vela, al posto dello stendardo, ricorda quella di un comballo, storica imbarcazione lacustre su cui si basava l'economia del paese.
Il gonfalone è un drappo di bianco con la bordatura di azzurro.

## Monumenti e luoghi d'interesse

### Architetture religiose

#### Chiesa dei Santi Nazaro e Celso

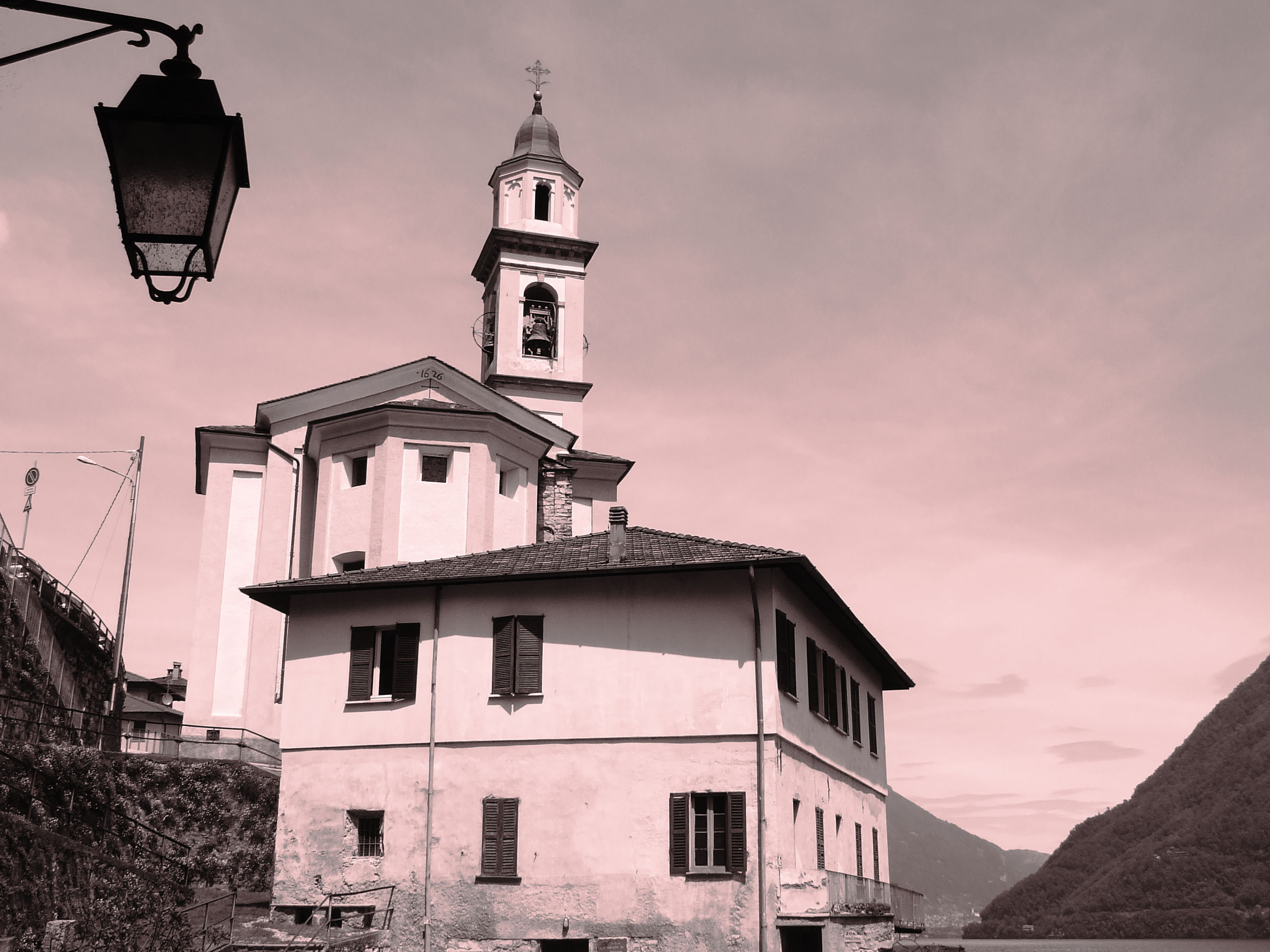
Vista sul retro della parrocchiale dei SS. Nazaro e Celso

A picco sul lago si trova la chiesa dei Santi Nazaro e Celso, parrocchiale riedificata nel XVII secolo in stile barocco ma originariamente costruita sulla base di una cappella databile all'XI secolo e sicuramente attestata nella pieve di Nesso a partire dalla fine del XIII secolo. Tracce dell'originario edificio in stile romanico si conservano nella parte più bassa del campanile.
Al suo interno, la chiesa conserva vetrate primocinquecentesche e la pala d'altare di Enea Salmeggia Madonna col Bambino e i santi Domenico e Caterina da Siena, opera datata 1618 che un tempo si trovava nella vicina casa parrocchiale.
Altri dipinti conservati nella chiesa sono:
- una Madonna col Bambino e alcuni santi, antica pala realizzata dai fratelli Giovan Battista e Giovanni Paolo Recchi,
- un polittico eseguito nel 1508 da Andrea de Passeri, opera che orna la sacrestia.[27]

La chiesa ospita inoltre una presunta reliquia di Federico Barbarossa, nello specifico, un dente racchiuso in una pergamena del Trecento.

#### Chiesa della Madonna Immacolata

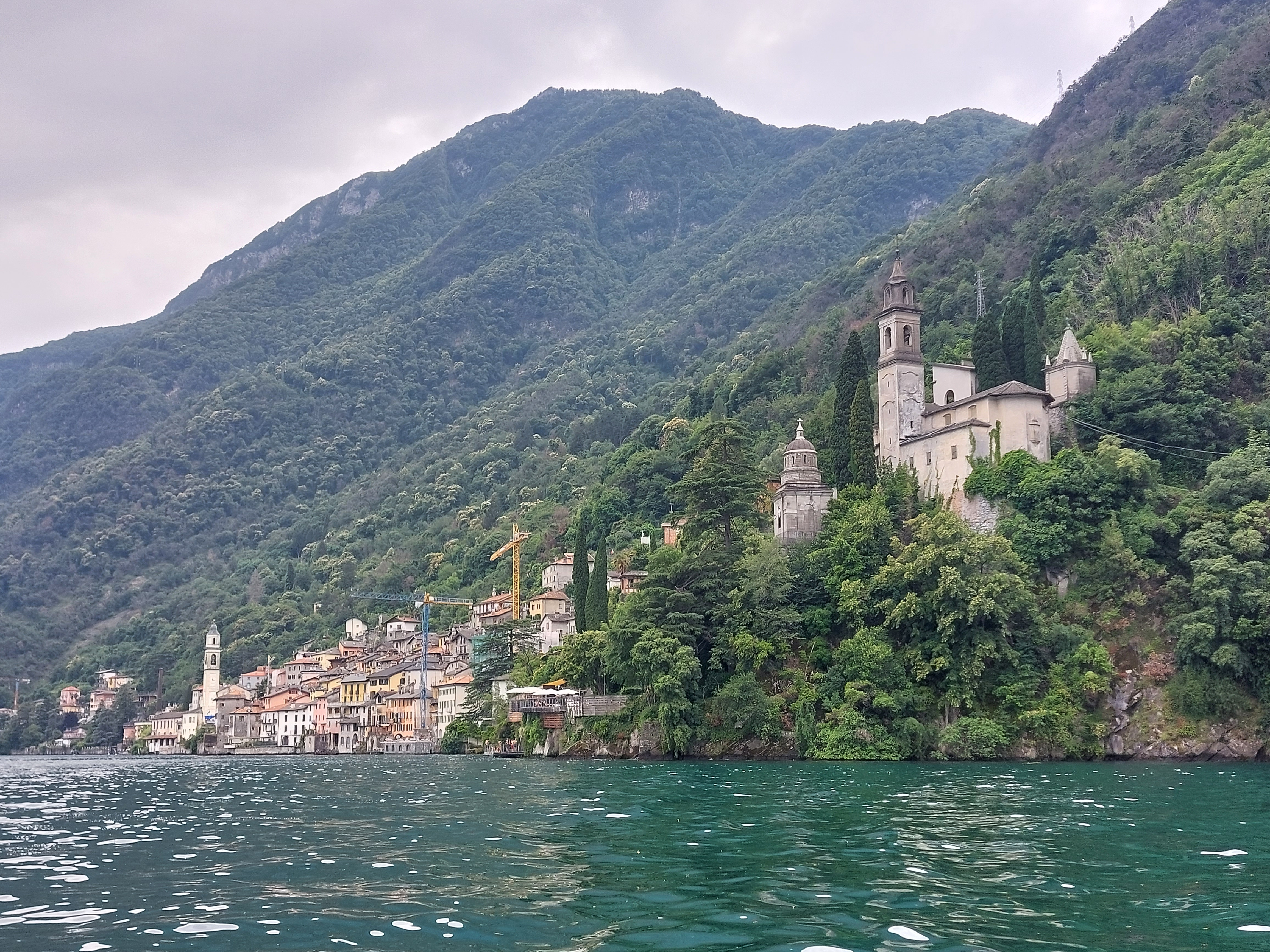
Sulla destra: la punta del Ronco con la chiesa dell'Immacolata

La Chiesa dell'Immacolata, detta anche chiesa della Madonna del Ronco o chiesa della Beata Vergine di Ronca (dal toponimo della punta che ospita il complesso) è un edificio religioso cattolico in stile eclettico. La chiesa è posta in una posizione panoramica, su uno sperone roccioso in una zona detta "Puncett", alla fine del paese vicino al cimitero.
La chiesa, che oggi si presenta con linee settecentesche, fu costruita nel XVII secolo sul luogo ove già si trovava un oratorio. Già eretta nel 1707, la chiesa fu successivamente dotata del campanile (metà del Settecento) e ampliata con l'aggiunta di un porticato (1865).
Internamente spiccano un'acquasantiera in pietra, una balaustra in marmo di Verona, un paliotto in scagliola e gli affreschi dell'area presbiteriale, questi ultimi raffiguranti una scena dell'Apocalisse, i profeti Isaia ed Ezechiele e i re Davide e Salomone.

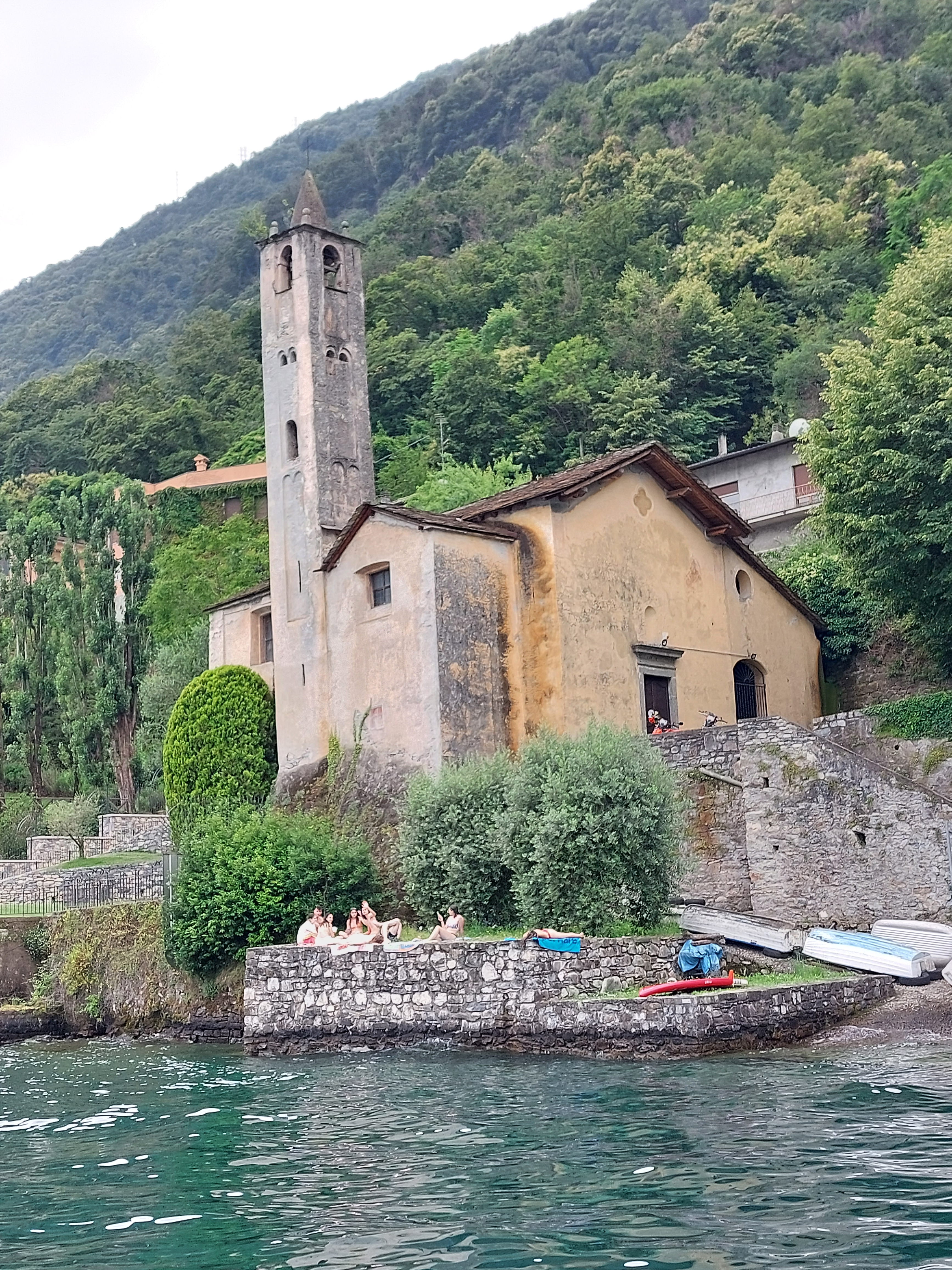
Chiesa di San Vittore

#### Chiesa di San Vittore
Detta anche chiesa di Sant'Anna, la Chiesa di San Vittore, che oggi deve il suo aspetto ad alcuni interventi del XVII secolo, è un edificio a navata singola costruito verso la fine del XVI secolo sulla base di un precedente edificio religioso databile all'XI secolo. Internamente, la chiesa è decorata da affreschi e stucchi databili al Seicento. Tra i dipinti, un'insolita rappresentazione di un San Carlo Borromeo in corporatura robusta.
Il campanile romanico, risalente all'epoca della chiesa originaria, presenta lesene angolari e bifore murate e sovrapposte ed è sormontato da una cuspide a forma di cono.

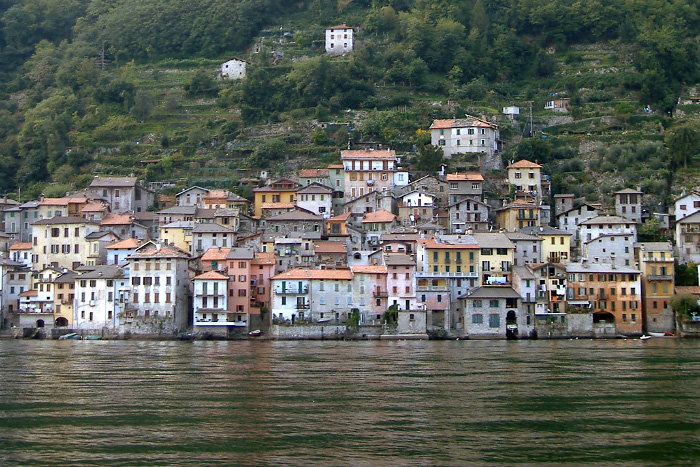
Architetture civili a Brienno

### Architetture civili
Il borgo è rimasto inalterato nel tempo coi suoi vicoli antichi, caratterizzato dalla verticalizzazione di molti edifici in poco spazio edificabile e le strette scalinate che portano alla piazza della chiesa ed alla via Regina, la Casaforte sul molo detta la "Tur", la vecchia filanda vicino all'imbarcadero. Un importante segno di discontinuità nel tessuto storico centrale è costituito dalla strada carrabile, realizzata solo nella seconda metà dell'800.
Lungo la pedonale che conduce verso il cimitero di Brienno si trova Villa Zita, edificio eclettico pressoché integro, costruita agl'inizi del XX secolo.
Poco sotto alla chiesa dell'Immacolata si trova il mausoleo della famiglia Comitti, briennesi che fecero fortuna a Londra costruendo, brevettando e vendendo barometri e termometri. Un cospicuo lascito da parte di tale famiglia consentì di rendere carrozzabile il tratto di via Regina che ancora oggi attraversa l'abitato.

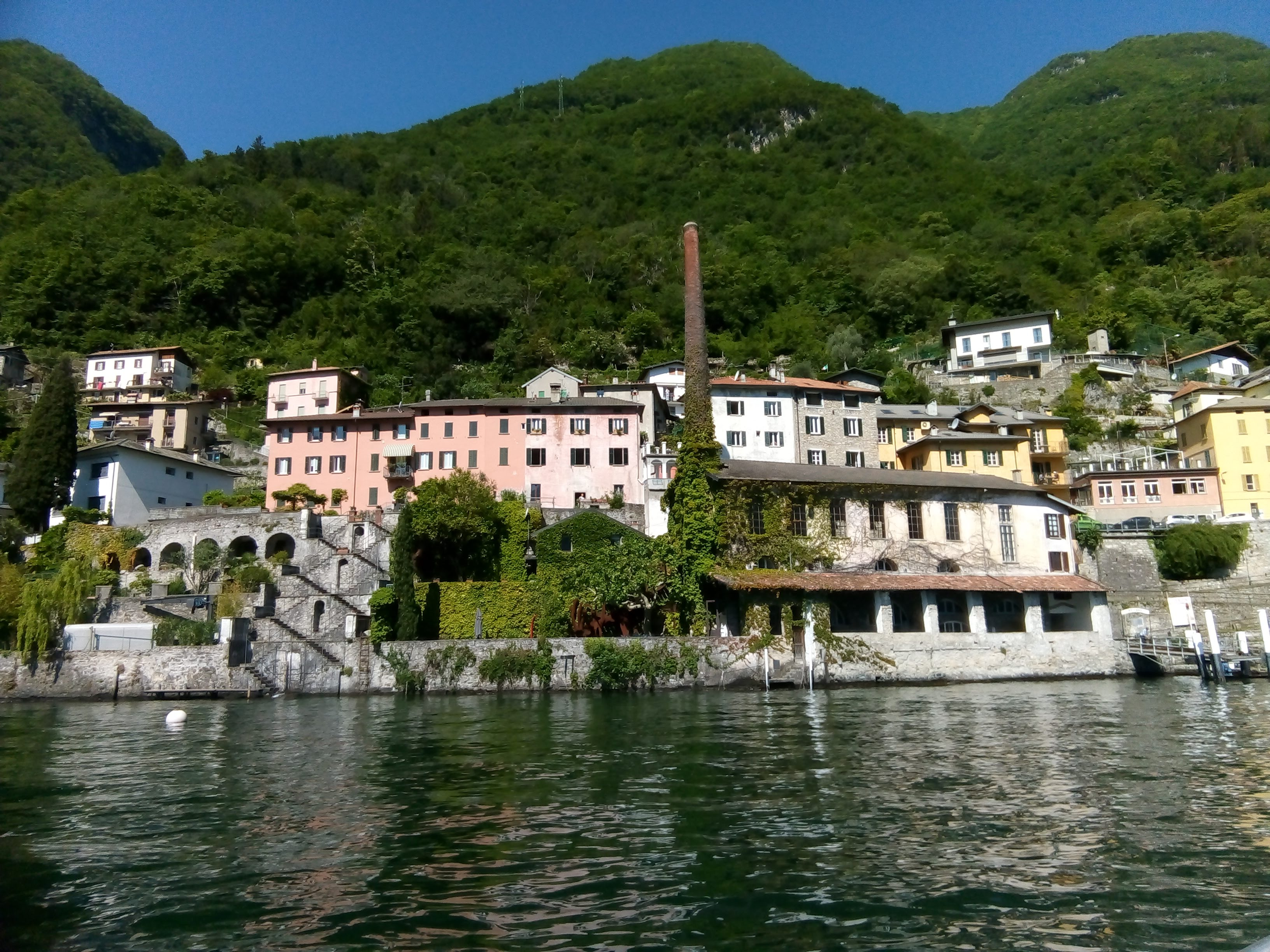
La vecchia filanda con la sua ciminiera

### Architetture militari

#### Torrazza
In posizione dominante sulla via Regina si trova la Torrazza, detta anche Torre di San Vittore. Si tratta dei resti di un'antica torre medievale, costruita allo scopo di presidiare il territorio e, all'occorrenza, bloccare il passaggio. Al tempo della guerra decennale, la torre avrebbe fatto parte di un sistema di segnalazione di cui faceva parte anche il castello di Nesso. Nel XVIII secolo fu utilizzata come luogo atto all'isolamento di malati contagiosi.

#### Galleria di mina
Sotto il piazzale della chiesa dell'Immacolata vi è una fortificazione, in galleria, della prima guerra mondiale, appartenente alla Linea O.A. Frontiera Nord, scavata per scopi bellici e perfettamente conservata con pozzi da mina (larghi poco meno di 1 m2 e profondi da 10 a 12 m), bunker sotterranei, locali di servizio. In caso di invasione straniera, far saltare la galleria del Puncett significava bloccare la via Regina lungo la sponda occidentale del lago e salvare Milano e la Pianura Padana.

## Società

### Evoluzione demografica
Prima dell'unità d'Italia
- 1751: 378 abitanti[9]
- 1771: 360 abitanti[40]
- 1799: 387 abitanti[10]
- 1805: 358 abitanti[10]
- 1809: 336 abitanti[10]
- 1853: 455 abitanti[11]

Dopo l'unità d'Italia
Abitanti censiti

## Infrastrutture e trasporti

### Strade
Brienno è unicamente raggiungibile da Como tramite la Strada statale 340 Regina, che dal 1986 evita il centro storico tramite una moderna galleria.
La carrozzabile che si snoda attraverso il centro storico venne costruita nell'ultimo decennio del XIX secolo, grazie a un lascito della famiglia Comitti, abbattendo una quarantina di abitazioni private. Fino ad allora, il tratto di Via Regina che attraversava il paese era molto stretto, a tal punto che - stando a quanto riportato da Anton Gioseffo Della Torre di Rezzonico - lo spazio a disposizione dei viaggiatori sarebbe stato appena sufficiente a lasciar passare due uomini e certamente inadatto al passaggio di carri.

### Mobilità urbana
Il paese è collegato alle stazioni di Como Lago e di Como San Giovanni tramite autoservizi "Como-Argegno", gestiti da ASF autolinee.

### Porti
A Brienno fanno inoltre sosta alcuni battelli della linea CB1 "Como-Bellagio".

## Galleria d'immagini

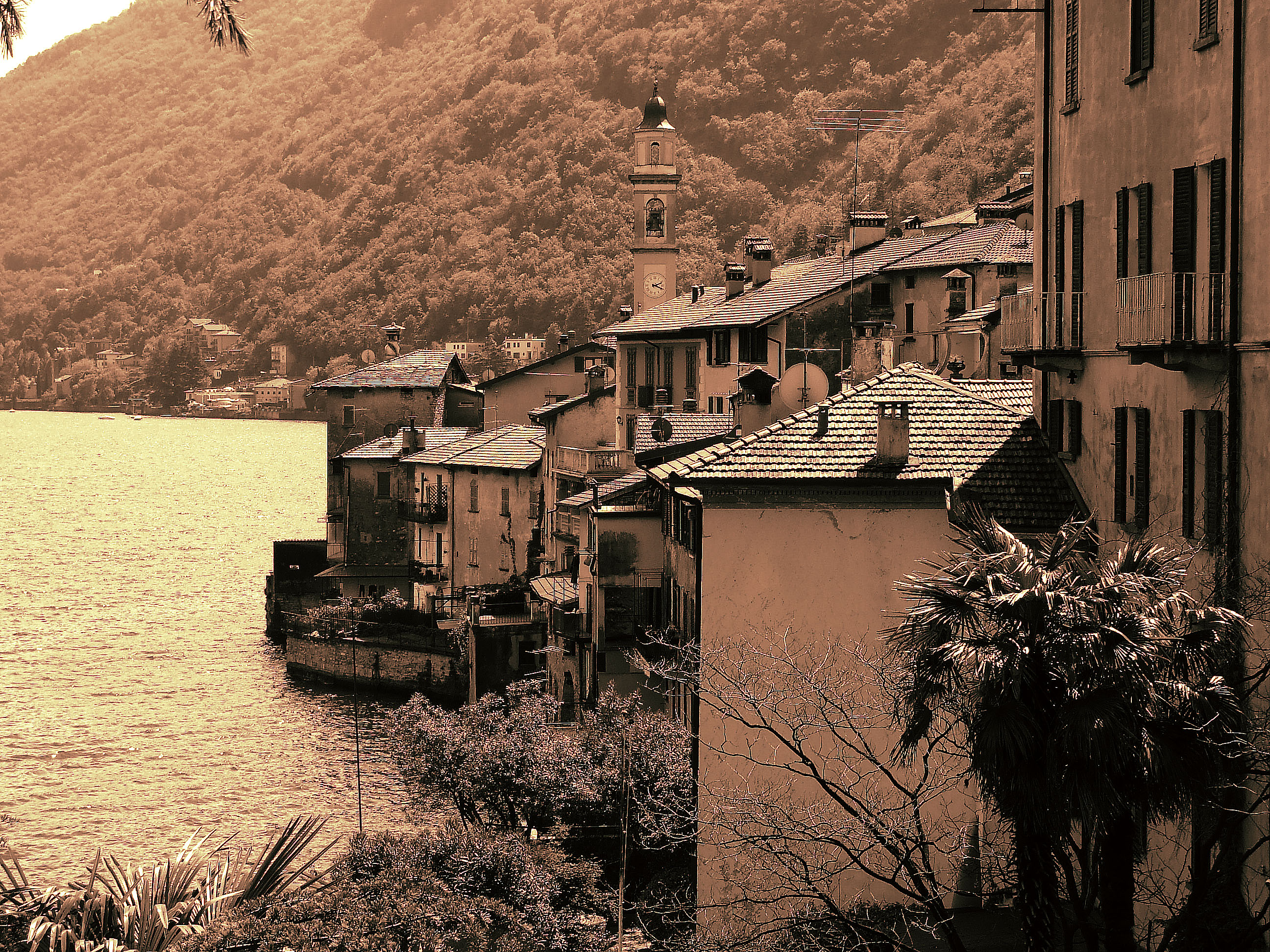
Brienno, Lago di Como (Italy). Panorama
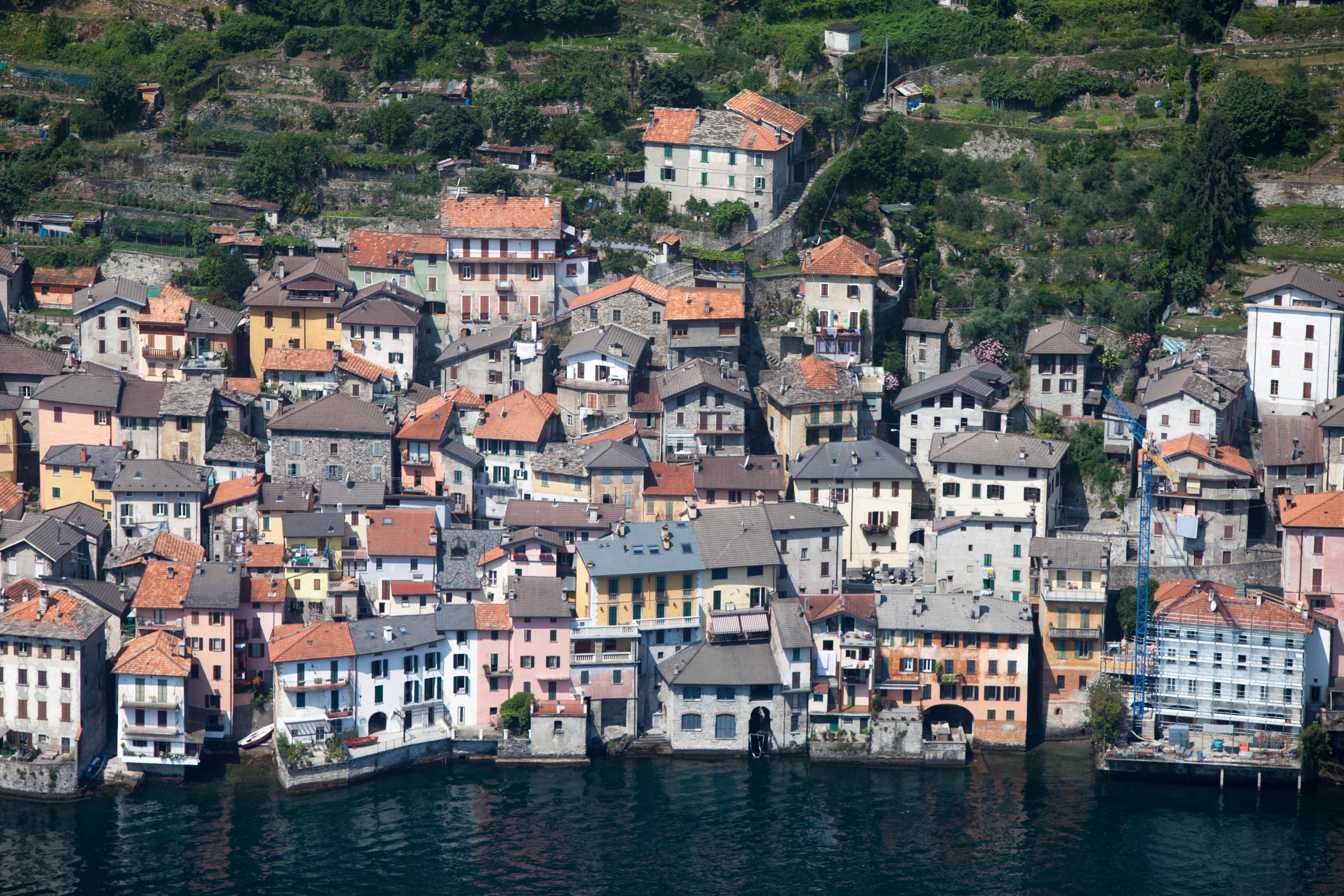
Veduta aerea su parte di Brienno
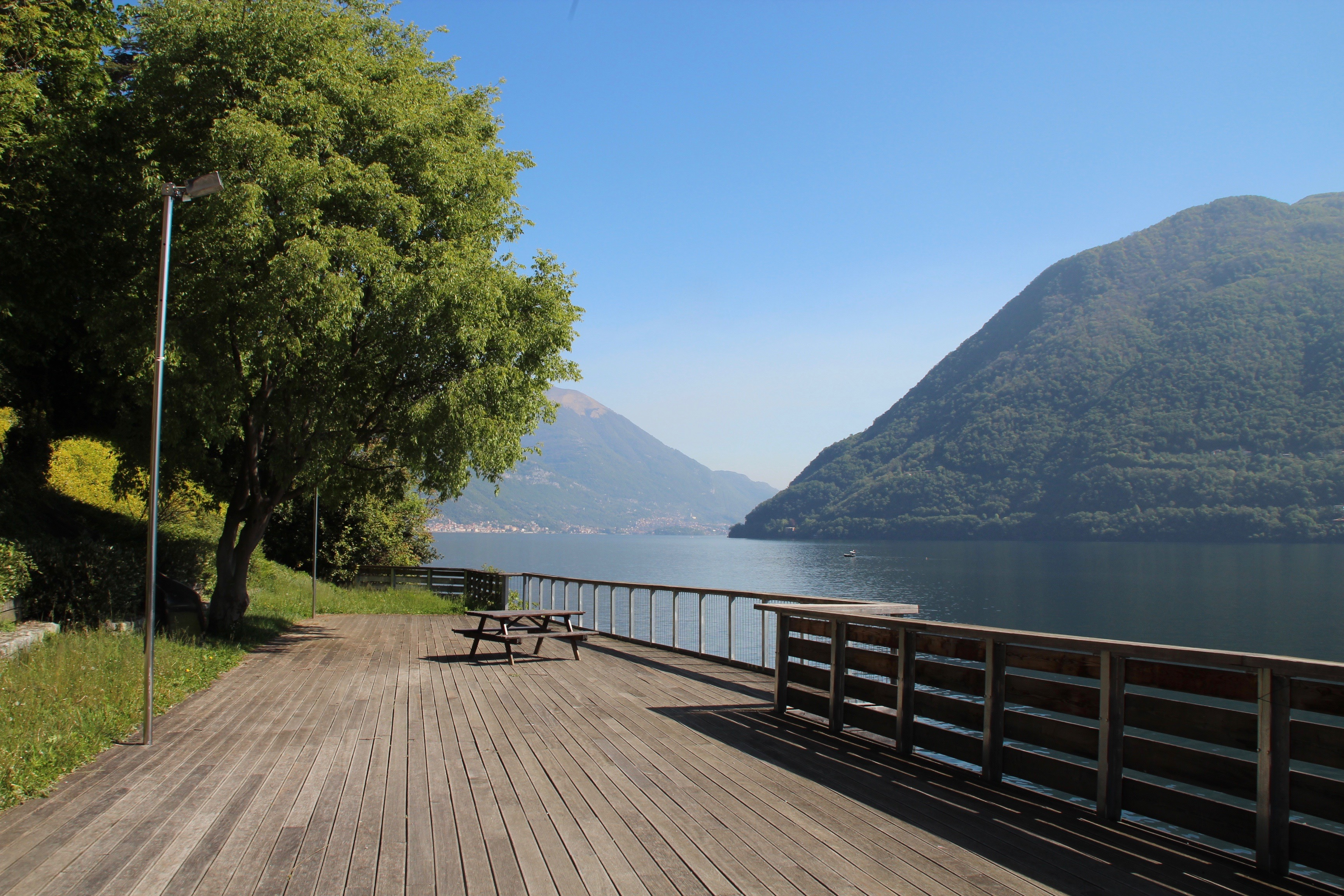
Parco pubblico

### Esplicative
1. ↑  Per il dialetto comasco, si utilizza l'ortografia ticinese, introdotta a partire dal 1969 dall'associazione culturale Famiglia Comasca nei vocabolari, nei documenti e nella produzione letteraria.

### Bibliografiche
1. 1 2   Bilancio demografico mensile anno 2025 (dati provvisori), su demo.istat.it, ISTAT.
2. ↑   Classificazione sismica (XLS), su rischi.protezionecivile.gov.it.
3. ↑   Tabella dei gradi/giorno dei Comuni italiani raggruppati per Regione e Provincia (PDF), in Legge 26 agosto 1993, n. 412, allegato A, Agenzia nazionale per le nuove tecnologie, l'energia e lo sviluppo economico sostenibile, 1º marzo 2011,  p. 151. URL consultato il 25 aprile 2012 (archiviato dall'url originale il 1º gennaio 2017).
4. ↑   Luciano Canepari, Brienno, in Il DiPI: dizionario di pronuncia italiana, Bologna, Zanichelli, 1999, ISBN 88-08-09344-1.
5. ↑   AA. VV., Dizionario di toponomastica. Storia e significato dei nomi geografici italiani., Milano, Garzanti, 1996,  p. 100, ISBN 88-11-30500-4.
6. 1 2  Belloni et al., p. 40.
7. 1 2 3 4  Borghese, p. 111.
8. 1 2  Belloni et al., p. 23.
9. 1 2 3 4   Comune di Brienno, sec. XIV - 1757 – Istituzioni storiche – Lombardia Beni Culturali, su lombardiabeniculturali.it. URL consultato il 28 aprile 2020.
10. 1 2 3 4   Comune di Brienno, 1798 - 1809 – Istituzioni storiche – Lombardia Beni Culturali, su lombardiabeniculturali.it. URL consultato il 28 aprile 2020.
11. 1 2   Comune di Brienno, 1816 - 1859 – Istituzioni storiche – Lombardia Beni Culturali, su lombardiabeniculturali.it. URL consultato il 28 aprile 2020.
12. ↑   Comune di Brienno, 1859 - 1927 – Istituzioni storiche – Lombardia Beni Culturali, su lombardiabeniculturali.it. URL consultato il 28 aprile 2020.
13. ↑   Comune di Brienno, 1948 - [1971] – Istituzioni storiche – Lombardia Beni Culturali, su lombardiabeniculturali.it. URL consultato il 28 aprile 2020.
14. ↑   Il Giorno, Maltempo, allagamenti e frane nel Comasco: in 50 isolati a Brienno, su Il Giorno, 1627398191670. URL consultato il 28 luglio 2021.
15. ↑   Fango e detriti a Brienno (CO): Statale Regina chiusa per frana. URL consultato il 28 luglio 2021.
16. ↑   Sky TG24, Meteo, maltempo a Como: i danni dopo l'alluvione. FOTO, su tg24.sky.it. URL consultato il 28 luglio 2021.
17. ↑   Brienno, decreto 2002-05-22 DPR, concessione di stemma e gonfalone, su Archivio Centrale dello Stato, Ufficio araldico.
18. ↑   Vittorio Spreti, Bianchi (Varese), in Enciclopedia storico-nobiliare italiana[collegamento interrotto], vol. II, Milano, 1928-32,  pp. 72-73.
19. ↑   Brienno, su stemmiprovinciacomo.it, 17 aprile 2019. URL consultato il 2 novembre 2020.
20. 1 2   Parrocchia dei Santi Nazaro e Celso, sec. XVI - [1989] – Istituzioni storiche – Lombardia Beni Culturali, su lombardiabeniculturali.it. URL consultato il 28 aprile 2020.
21. ↑   Chiesa dei SS. Nazaro e Celso - complesso, Via del Porto - Brienno (CO) – Architetture – Lombardia Beni Culturali, su lombardiabeniculturali.it. URL consultato il 28 aprile 2020.
22. 1 2   Chiesa dei Santi Nazaro e Celso - Brienno, su myLakeComo.co. URL consultato il 28 aprile 2020.
23. 1 2 3 4 5  TCI, Guida d'Italia [...], p. 300.
24. 1 2 3 4  TCI, Guida d'Italia [...], p. 299.
25. 1 2  Belloni et al., p. 138.
26. ↑   Enrico De Pascale, Prima della pittura Enea Salmeggia, Accademia Carrara.
27. 1 2  Bartolini, p. 257.
28. ↑  Bartolini, p. 167.
29. 1 2   Chiesa dell'Immacolata - complesso, Piazza della chiesa della Madonna - Brienno (CO) – Architetture – Lombardia Beni Culturali, su lombardiabeniculturali.it. URL consultato il 28 aprile 2020.
30. 1 2   Brienno da vedere Lago di Como, su welovelakecomo.com. URL consultato il 28 aprile 2020 (archiviato dall'url originale l'11 febbraio 2019).
31. 1 2 3   Ville, chiese, borghi e anche un centro spaziale: i tesori comaschi da scoprire con le Giornate Fai. Il 25 e 26 marzo, su ComoZero, 21 marzo 2023. URL consultato il 22 marzo 2023.
32. 1 2 3   Chiesa della Madonna Immacolata - Brienno, su myLakeComo.co. URL consultato il 28 aprile 2020.
33. ↑   Chiesa di S. Vittore - complesso, Via Regina - Brienno (CO) – Architetture – Lombardia Beni Culturali, su lombardiabeniculturali.it. URL consultato il 28 aprile 2020.
34. 1 2   RomaniCOMO, su romanicomo.it. URL consultato il 28 aprile 2020 (archiviato dall'url originale il 15 agosto 2020).
35. ↑  Bartolini, p. 82.
36. ↑   Villa Zita, Via Cimitero - Brienno (CO) – Architetture – Lombardia Beni Culturali, su lombardiabeniculturali.it. URL consultato il 28 aprile 2020.
37. 1 2  Belloni et al., pp. 52-53.
38. ↑   La Torrazza, Km. 0,020 dalla S.S. n. 340 - Brienno (CO) – Architetture – Lombardia Beni Culturali, su lombardiabeniculturali.it. URL consultato il 28 aprile 2020.
39. ↑  Bartolini, pp. 101-103.
40. ↑   Comune di Brienno, 1757 - 1797 – Istituzioni storiche – Lombardia Beni Culturali, su lombardiabeniculturali.it. URL consultato il 28 aprile 2020.
41. ↑  Dati tratti da:
  -  Popolazione residente dei comuni. Censimenti dal 1861 al 1991 (PDF), su ebiblio.istat.it, ISTAT.
  -  Popolazione residente per territorio – serie storica, su esploradati.censimentopopolazione.istat.it.
Nota bene: il dato del 2021 si riferisce al dato del censimento permanente al 31 dicembre di quell'anno.